# Metaxygnathus denticulatus
Il metassignato (Metaxygnathus denticulatus) è un vertebrato estinto appartenente ai tetrapodomorfi. I suoi resti fossili sono stati ritrovati in Nuovo Galles del Sud (Australia), in depositi del Devoniano superiore (Frasniano - Famenniano, circa 360 milioni di anni fa). 

## Fossili
L'unico resto fossile sinora rinvenuto è rappresentato da una mandibola isolata, descritta per la prima volta nel 1977. L'incompletezza del ritrovamento e la sua locazione geografica lasciarono molti dubbi ai ricercatori, che non riconobbero immediatamente la vera natura di questa mandibola. Solo dopo molti anni (e dopo altri ritrovamenti di tetrapodi primitivi del Devoniano), nuovi studi compiuti da Jennifer A. Clack permisero di comprendere che il metassignato era effettivamente un parente primitivo dei primi tetrapodi. Oltre a Sinostega proveniente dalla Cina, il fossile di Metaxygnathus è l'unico resto di tetrapode devoniano (o forme ad essi ancestrali) a non provenire dalla piattaforma euramericana.